# НХЛ Зимски класик
НХЛ Зимски класик (енгл. NHL Winter Classic) је меч Националне хокејашке лиге који се одржава на отвореном између америчких хокејашких тимова. Одржава се првог или другог дана Нове године.

## Историја
Први пријатељски меч на отвореном је био у Лас Вегасу 28. септембра 1991. године између Лос Анђелес кингса и Њујорк ренџерса.
Претеча Зимског класика је био први меч регуларног дела сезоне НХЛ-а који се играо на отвореном у сезони 2003/04. Меч се одиграо 22. новембра 2003, на стадиону Комонвелт у Едмонтону у којем су се састали Едмонтон ојлерси и Монтреал канадијанси. Упркос веома хладном времену, на температури од -18 степени, на стадиону се окупило 57.167 људи.
НХЛ руководство је одлучило да сваког 1. јануара одржава меч на отвореном.
Први је одигран на Ралф Вилсон Стадиону у Њујорку, пред рекордних за НХЛ 71.217 гледалаца. У том мечу састали су се Бафало сејберси и Питсбург пингвинси. Била је то врло узбудљива утакмица по снегу и ветру, а на крају су одлучивали казнени ударци. Победу Пингвинса од 2:1 донео је њихов капитен Сидни Кросби и тако је Питсбург славио у првом Зимском класику који је одигран.
Годину дана касније спектакуларну утакмицу у Чикагу, одиграли су Чикаго блекхокси и Детроит ред вингси. Овом мечу је присуствовало нешто више од 40.000 гледалаца. Победу су однели до тада актуелни прваци из Детроита који су славили са 6:4.
Следеће, 2010. године године одржан је нови зимски класик. Меч је одигран у Бостону, а снаге су одмерили Бостон бруинси и Филаделфија флајерси. Утакмицу је пратило 38.000 људи. Победили су Бруинси у продужетку.
Зимски класик 2011. године је одигран у Питсбургу, а снаге су одмерили Питсбург пенгвинси и Вашингтон капиталси. Утакмици је присуствовало 68.111. гледалаца. Победили су Вашингтон капиталси резултатом 3:1.
Зимски класик 2012. године је одигран у Филаделфији, а снаге су одмерили Филаделфија флајерси и Њујорк ренџерси. Утакмици је присуствовало 46.967 гледалаца. Четврти пут у до сада одиграних пет мечева победили су гости. Њујорк ренџерси су славили резултатом 3:2.

## НХЛ Зимски класик
| Сезона   | Назив догађаја                      | Датум      | Место                                         | Посећеност | Домаћи               | Гости                | Резултат  |
| -------- | ----------------------------------- | ---------- | --------------------------------------------- | ---------- | -------------------- | -------------------- | --------- |
| 2007/08. | AMP Energy NHL Winter Classic       | 01.01.2008 | Ралф Вилсон Стадион, Њујорк                   | 71.217     | Бафало сејберси      | Питсбург пенгвинси   | 1:2 (пен) |
| 2008/09. | Bridgestone NHL Winter Classic 2009 | 01.01.2009 | Ригли Филд, Чикаго, Илиноис                   | 40.818     | Чикаго блекхокси     | Детроит ред вингси   | 4:6       |
| 2009/10. | Bridgestone NHL Winter Classic 2010 | 01.01.2010 | Фенвеј Парк, Бостон, Масачусетс               | 38.112     | Бостон бруинси       | Филаделфија флајерси | 2:1 (пр)  |
| 2010/11. | Bridgestone NHL Winter Classic 2011 | 01.01.2011 | Хајнц Филд, Питсбург, Пенсилванија            | 68.111     | Питсбург пенгвинси   | Вашингтон капиталси  | 1:3       |
| 2011/12. | Bridgestone NHL Winter Classic 2012 | 02.01.2012 | Ситизенс банк парк, Филаделфија, Пенсилванија | 46.967     | Филаделфија флајерси | Њујорк ренџерси      | 2:3       |